# Ribes canthariforme
Ribes canthariforme är en ripsväxtart som beskrevs av Ira Loren Wiggins. Ribes canthariforme ingår i släktet ripsar, och familjen ripsväxter. Inga underarter finns listade i Catalogue of Life.